# Henk van Ommeren (1896-1996)
Hendrik Carel (Henk) van Ommeren (Paramaribo, 19 december 1896 – Suriname, 6 juli 1996) was een Surinaams medicus en politicus.
Na de Hendrikschool studeerde hij aan de Geneeskundige School in Paramaribo waar hij midden jaren 20 slaagde waarna hij als geneesheer ging werken bij het gouvernement. In 1926 nam hij deel aan de wetenschappelijke expeditie naar het Wilhelminagebergte onder leiding van Stahel. In 1927 trouwde Van Ommeren, die zelf tot de creoolse bevolkingsgroep behoorde, met Juliëtte Henriëtte Nassy (1899-1999) die een joodse achtergrond had. In 1929 werd hun zoon Hendrik George geboren en het jaar erop kregen ze nog een dochter. Tot verdriet van H.C. van Ommeren zou zijn zoon er later voor kiezen om telegrafist te worden maar zou uiteindelijk bekend worden als dichter onder het pseudoniem Bernardo Ashetu.
In 1938 vertrok het gezin naar Nederland waar hij zich specialiseerde in de gynaecologie en röntgenologie. Zijn echtgenote verklaarde later dat hij zijn buitenvrouw uit Nickerie alvast vooruit had gestuurd en dat bij aankomst in Nederland stond op te wachten. Door de opkomst van het nationaalsocialisme ging zijn vrouw en de twee kinderen nog voor de Duitse inval in Nederland terug naar Suriname. Zelf bleef hij tijdens de bezetting in Nederland. In november 1945 promoveerde hij in de geneeskunde aan de Rijksuniversiteit Leiden op het proefschrift De behandeling van den abortus in het Haagsche Gemeente-ziekenhuis gedurende de periode 1920-1943 waarna hij terugkeerde naar Suriname waar hij als particulier Geneesheer ging werken bij 's Lands Hospitaal. Daarnaast was hij politiek actief. Bij de eerste algemene verkiezingen van Suriname in mei 1949 kwam hij voor de Nationale Partij Suriname (NPS) in de Staten van Suriname. 
Lou Lichtveld, de landsminister van Onderwijs en Volksgezondheid, ontsloeg hem in 1950 bij 's Lands Hospitaal vanwege een meningsverschil over het beleid van het ziekenhuis en al dan niet vermeende onregelmatigheden. Van Ommeren zou er bij de directeur van het ziekenhuis op hebben aangedrongen dat zijn buitenvrouw binnen het ziekenhuis een leidinggevende functie als verpleegkundige kreeg, wat door de directeur was geweigerd. De Hospitaalkwestie zoals dit conflict zou gaan heten leidde begin 1951 tot de val van de regering en nieuwe verkiezingen waarbij Van Ommeren werd herkozen.
Begin 1955 werd hij met twee andere NPS-Statenleden (S.H. Axwijk en Rudolf Bernhard William Comvalius) geroyeerd door die partij waarop hij zich aansloot bij de mede door David Findlay opgerichte Surinaamse Democratische Partij (SDP) die bij de verkiezingen van 1955 als onderdeel van het Eenheidsfront deelnam. Voor die partijcombinatie keerde hij terug in de Staten en werd hij de Statenvoorzitter. In januari 1957 kwam een einde aan dat voorzitterschap en later dat jaar werd hij uit de fractie van het Eenheidsfront gezet waarop hij als eigen fractie doorging. In 1958 vonden vervroegde verkiezingen plaats waarbij hij niet verkozen werd. Hierna was hij nog lang actief als vrouwenarts. In 1974 verleende de Universiteit van Suriname hem op 77-jarige leeftijd een eredoctoraat in de medische wetenschappen en daarna is hij ook enige tijd van die universiteit de waarnemend president curator geweest. In 1996 overleed hij.